# ازیریس
اُزیریس یا اوزیریس، ایزد جهان زیرزمینی و زندگی پس از مرگ در اساطیر مصر باستان بود. او فرزند گب (زمین) و نوت (آسمان) بود. با خواهرش ایزیس ازدواج کرد و صاحب حوروس شد. برادرش ست (شب) او را کشت. اما زنده شد و خدای اموات گشت. ارواح قبل از اینکه بتوانند در جهان دیگر زندگی کنند، باید از برابر ازیریس بگذرند و تنها او بود که می‌توانست جاودانگی ببخشد.
ازیریس به دلیل شکل انسانی بدنش (اینکه سر حیوان ندارد و ریش بلند و کشیده‌ای دارد) یکی از قابل تشخیص‌ترین خدایان مصری است. او همچنین سر پوش بلندی به نام «تاج عاطف» بر سر دارد و یک عصا و یک شلاق در دستان اوست. این اشیا نماد سلطنت هستند و اغلب در دستان فرعونها نمایش داده می‌شوند.
ازیریس با خواهران خود ازدواج کرد. او از خواهرش ایزیس پسری به نام حوروس و از دیگر خواهرش نفتیس پسری به نام آنوبیس داشت. برادرش ست بخاطر خیانت ازیریس، او را کشت و ازیریس پس از آن فرمانروای «جهان زیرین» شد.
ازیریس احتمالاً محبوب‌ترین و ماندگارترین خدای مصر بود، مردم هزاران سال او را می‌پرستیدند.
هرچند مصریان می‌پنداشتند ازیریس نخستین کسی بود که تاج فراعنه را بر سر گذاشت، کیش او ظاهراً از قدیم در اعصاری پیش از سلسله فرمانروایان مصر وجود داشت، به ویژه با شهر عبیدوس در بخش علیای رود نیل مربوط بود. بعدها هویت او با ایزد خورشید، رع آمیخته شد و به شخصیتی به نام آمون-رع آوازه یافت.
بسیاری از اسطوره‌های مربوط به شخص اُزیریس، ایزد شهریار همیشگی مرگ و باززایی، می‌توانند به عنوان واسطه‌ای جمعی پنج هزارهٔ تاریخ مصر و دورهٔ ما قبل تاریخ در مضمون تداوم از راه تغییر و به عنوان الگوهای فراگیر چرخش در هستی انسان و کیهان پنداشته شوند. برجسته‌ترین این چرخه‌ها عبارت است از حرکت روزانه خورشید در آسمان، ناپدیداری شگرفش در شامگاه و باز پیدایی دوباره‌اش در سپیده‌دمان که به همان اندازه شگرف است. این تسلسل روزانهٔ رویدادها در اندیشه اسطوره‌ای مصری‌ها، به صورت زایش همیشه مکرر، میانسالی (نقطهٔ اوج او در ظهر) و مرگ نهایی ایزد خورشید بازتاب یافت. رع برای نایل شدن به زایش مجدد در آغاز روز بعد، از جهان دیگر عبور می‌کرد، جایی که ازیریس خود را به عنوان دادور و شهریار تثبیت کرده بود.
زمانی که ارواح مردگان به جهان دیگر می‌رسیدند، با مراسم سخت قضاوت در تالار ازیریس مواجه می‌شدند. خدای قضاوت‌کننده توث بود. اگر قلب شخص مرده کمتر از یک پر وزن داشت، توث به ازیریس گزارش می‌داد که مقدس و راست‌کردار بوده و شایستهٔ جایی در سرزمین آرامش یا بهشت ازیریس است. اگر قلب سنگین‌تر از پر بود، روح متوفا به دست غولی به نام آمه‌مت (خورنده مردگان) که می‌گفتند پشت توث ایستاده، نابود می‌شد. گفته می‌شد که روح شایسته در آنجا از زندگی آسوده‌ای بهره‌مند است، جامهٔ کتانی سپید می‌پوشد و صندل‌های سپید به پا می‌کند و خانه شخصی و قلمرو ویژهٔ خودش را دارد.

## افسانه‌ها و رستاخیزی ازیریس

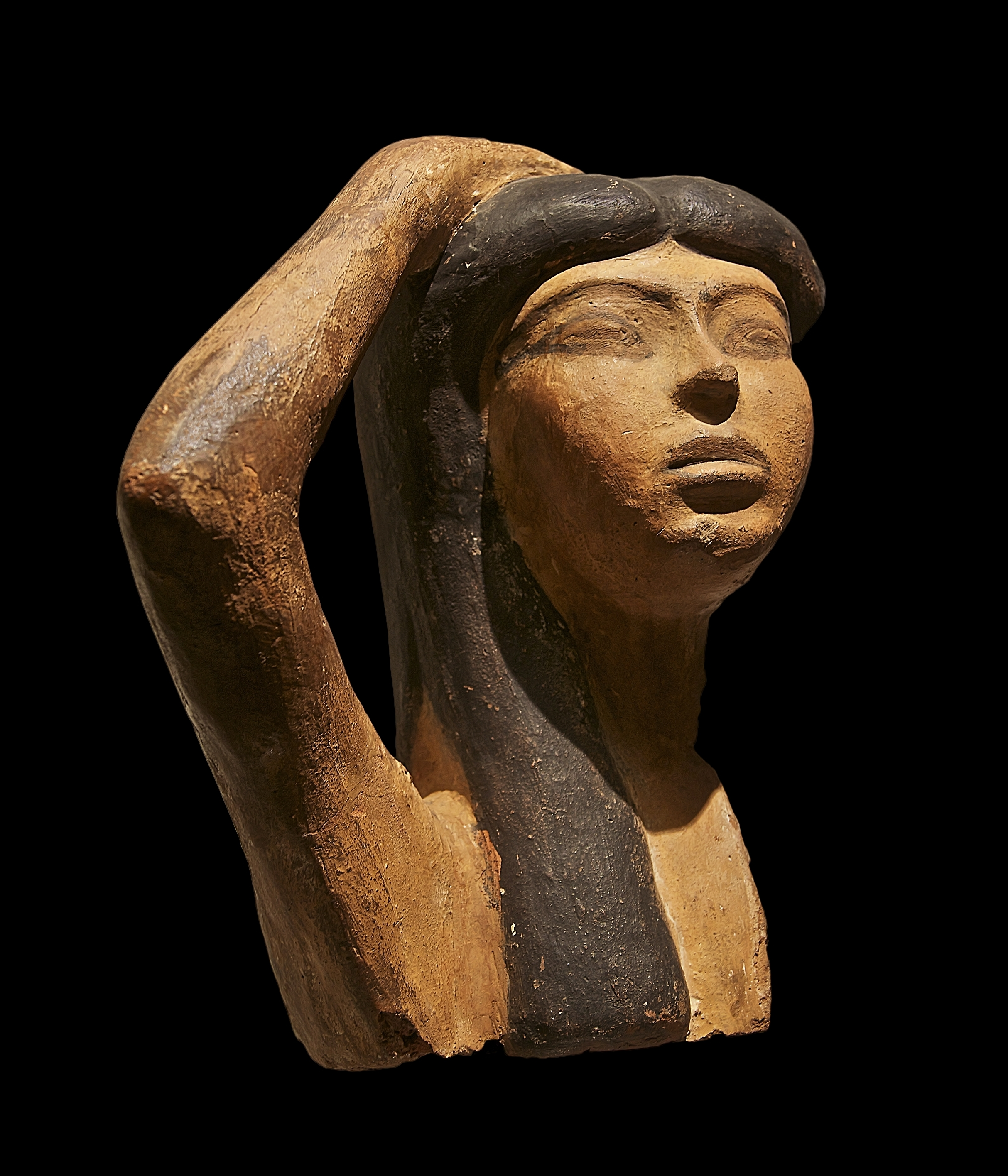
تندیسی متعلق به دودمان هجدهم مصر باستان از (احتمالاً) ایزیس در حین سوگواری برای ازیریس. این تندیس در مالکیت موزه لوور قرار دارد.

در اسطوره‌ها آمده که ازیریس در پی نیرنگ برادرش، ست، درون تابوتی دراز کشید که بلافاصله توسط ست و ملازمان او بسته و لاک‌ومهر شد و به رود نیل انداخته شد و در انتها به دریا رهسپار گردید. ایزیس غرقه در اندوه همه جا به جستجوی همسر خویش پرداخت تا سرانجام جسدش را که در بندر بیبلوس واقع در لبنان به ساحل رسیده بود و در بین درختی بزرگ گیر کرده بود، یافت. آنگاه ست، در نبود ایزیس، که حتی قتل برادر سیرابش نکرده بود، جسد وی را به ۱۴ تکه بخش نمود و در سراسر سرزمین مصر پراکنده‌ساخت. پس از این واقعه ایزیس و ایزدان دیگر همچون نفتیس و آنوبیس، تصمیم گرفتند که از نو ازیریس را بازسازی کنند. ایزیس و نفتیس تمام قطعات بدن او، به غیر از نراندامه را جمع‌آوری کردند و پیروزمندانه او را به نیکی بازگرداندند. ازیریس بی‌درنگ شروع کرد به خوردن و آشامیدن، جامه تمیز پوشید و خود را با جواهر آراست و به زودی فرزندش حوروس را در تن ایزیس پدیدآورد. اما او اجازه نداشت بر روی جهان زندگان بماند و برای همیشه به جهان زیرزمین فرستاده شد تا آنگاه او مقامش را به عنوان خداوندگار جهان پس از مرگ به دست آورد.